# Melina Perez
Pour les articles homonymes, voir Pérez.
Melina Nava Pérez (née le 9 mars 1979 à Los Angeles, Californie) est une catcheuse américaine. Elle est connue pour son travail à la World Wrestling Entertainment sous le nom de Melina.
Connue à l'origine comme membre et manager de l'équipe MNM, Melina a ensuite entamé une carrière de catcheuse. Elle a été 5 fois championne à la WWE : 3 fois championne féminine et 2 fois championne des Divas. Elle est aussi la première femme du catch à avoir remporté ces deux titres la même année, et la troisième à avoir tenu les deux titres (la première étant Michelle McCool).

## Jeunesse
Melina Nava Pérez a fait du mannequinat et a notamment posé  pour des campagnes publicitaires de Nike.

## Carrière

### Débuts (2000-2004)
Melina gagne plusieurs concours de beauté en Californie et elle a été pendant quelques mois l'égérie de publicités pour Nike.
Elle devient catcheuse après un entretien avec Mike Henderson, lutteur à l'Empire Wrestling Federation en 2000.
Melina commence son entraînement à l'école de lutte dirigée par Jesse Hernandez à San Bernardino, en Californie et commence sa carrière le 25 avril 2002.
Melina devient alors catcheuse à la EWF sous le nom de Kyra.
En 2003, Melina Pérez participe au show de télé-réalité Tough Enough de la WWE mais elle est éliminée de la compétition lors du premier épisode.

### World Wrestling Entertainment (2004-2011 puis 2022)
Melina apparait pour la première fois depuis son échec à Tough Enough à la WWE au début de 2005 en tant que participante à un concours de limbo sous l'égide de Chris Jericho et Randy Orton.

#### Ohio Valley Wrestling (2004-2005)
Melina quitte la EWF et se joint à la Ohio Valley Wrestling en mars 2004 avec John Morrison, à l'époque connu sous le nom de Johnny Nitro. C'est là-bas qu'elle et Johnny feront la connaissance de Joey Matthews, connu désormais sous le patronyme de Joey Mercury. Les trois formeront MNM et ils deviendront, en novembre 2004, les champions par équipe de la OVW.

#### MNM (2005-2006)

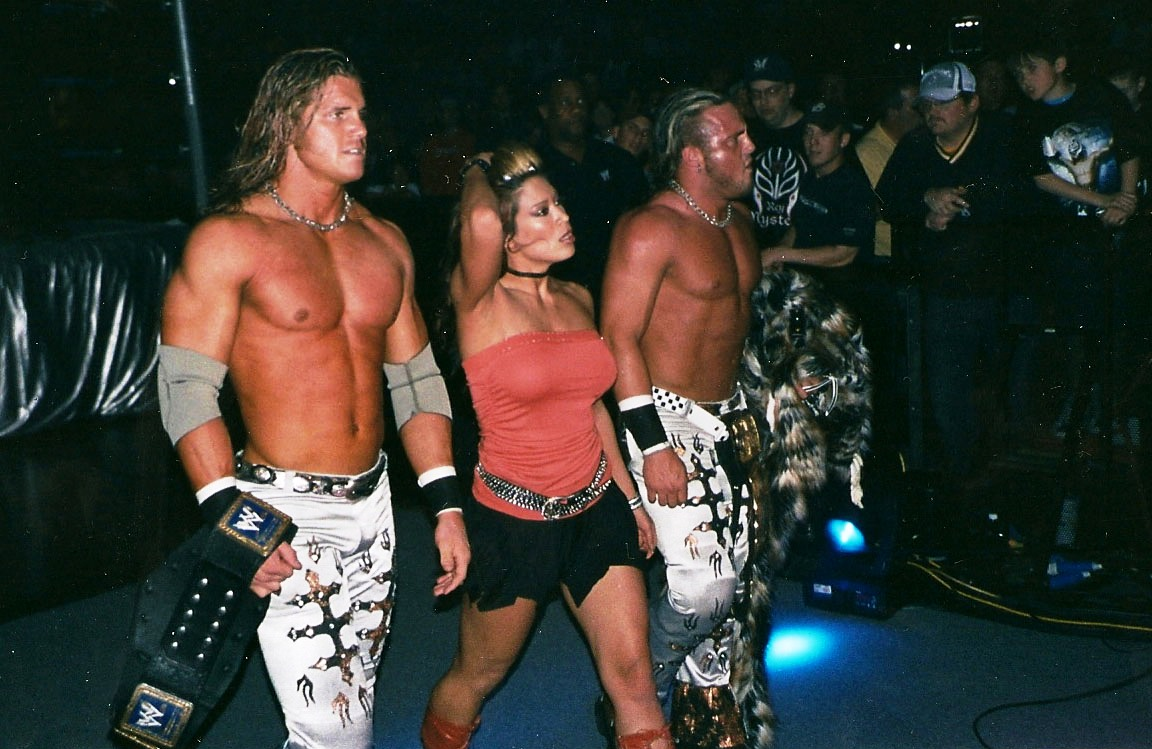
L'équipe MNM.

Melina et son équipe, MNM (Joey Mercury et Johnny Nitro), apparaissent à WWE Smackdown! le 14 avril 2005 afin d'interrompre le show de Carlito. Plus tard, la MNM a l'occasion de remporter les ceintures de champions par équipe de la WWE en gagnant face à Rey Mysterio et Batista.
Le 30 juin, elle entame une rivalité avec Michelle McCool, elle dispute ce jour-là son premier match qu'elle remporte.
Plus tard, elle apparait lors du Great American Bash 2005 dans un match Bra And Panties face à Torrie Wilson, combat qu'elle gagnera également.
Lors d'un match pour la ceinture de championne du monde aux Survivor Series 2005, Melina est vaincue par Trish.
Melina commence l'année 2006 en entamant une rivalité avec Jillian Hall. Les deux combattent lors de Judgment Day le 21 mai 2006 mais Melina perd le match.

#### Womens Champion (2006-2009)
Elle arrive à Raw le 29 mai avec John Morrison.
Melina devient remporte le titre de championne des femmes de la WWE face à Mickie James le 19 février.
Lors de WrestleMania 23, elle conserve son titre face à Ashley Massaro.
Lors de Backlash 2007, Melina bat Mickie James et défend sa ceinture.
Le 24 avril, elle fait face à Mickie James et à Victoria pour défendre son titre lors de la promotion 2007 de la WWE à Paris, en France. Elle est vaincue par Mickie James mais obtient un « retour de flamme » ce qui lui permet de récupérer sa ceinture pour la seconde fois.
Elle perd lors de la bataille royale à SummerSlam (2007) qui est remportée par Beth Phoenix en août. Lors des Survivor Series 2007, elle et son équipe composée de sa nouvelle alliée, Beth Phoenix, Layla, Victoria et Jillian Hall est donnée perdante face à l'équipe de Mickie James accompagnée de Maria, Kelly Kelly, Torrie Wilson et McCool.
À WrestleMania 24, elle gagne avec Beth Phoenix face a Maria et Ashley Massaro.
Après cela, lors de Backlash 2008 où elle participe avec Beth Phoenix, Natalya, Jillian Hall, Layla et Victoria au premier match par équipe de 12 divas face à Mickie James, Maria, Cherry, McCool et Kelly Kelly, son équipe est donnée gagnante.
Lors de Judgment Day 2008, elle perd face à Beth Phoenix et Mickie James dans le Triple Threat Match pour le titre de championne féminine.
À WWE One Night Stand 2008, elle perd son match contre Beth Phoenix dans le premier I Quit Match féminin de la WWE. Ensuite elle effectue un face turn le 11 juin a Raw en attaquant Beth Phoenix à la fin d'un match qui l'opposait à Mickie James match que cette dernière remporta.
Le 23 juin à Raw lors de la soirée inter-promotionnelle du Draft Annuel, elle et Mickie James font face à Natalya et Victoria. Melina fait une chute du haut de la troisième corde après que Victoria a contré son Extreme MakeOver et se brise la cheville, ce qui la maintient hors du ring durant cinq mois.
Elle effectue son retour le 24 novembre 2008 à Raw, en battant Beth Phoenix, Katie Lea Burchill et Jillian Hall avec Candice Michelle et Mickie James.
Lors du Royal Rumble elle remporte le titre de Championne du monde féminin face à Beth Phoenix.
À WrestleMania XXV, Melina participe à une bataille royale féminine de 25 divas pour le titre de Miss Wrestlemania mais la bataille est remporté par Santina Marella (Santino Marella déguisé en fille).
Lors du Raw du 13 avril, Melina est draftée à SmackDown après la victoire de Maryse, McCool et Natalya sur elle, Mickie James et Kelly Kelly. Lors de The Bash 2009 elle perd le titre de WWE Women's Championship au profit de McCool.

#### Championne des divas, rivalité avec Natalya et renvoi (2009-2011)
Le 12 octobre 2009, elle est draftée à Raw et obtient le titre de Championne des Divas, qui était détenu par Jillian Hall.
Elle devient donc la 3e femme à avoir remporté le championnat féminin de la WWE et le Championnat des Divas.
Le 28 décembre 2009, Melina se blesse et souffre d'une déchirure des ligaments croisés antérieurs lors d'un house show. Elle laisse le titre vacant jusqu'au 4 janvier 2010 à cause de sa blessure.
Le 2 août 2010, à Raw, Melina fait son retour en attaquant la Championne des Divas Alicia Fox. Lors de SummerSlam, elle remporte le titre pour la seconde fois en battant Alicia.
Le 19 septembre, lors de Night of Champions (2010), Melina perd contre McCool et cette dernière unifie les deux titres, faisant d'elle la première et seule Championne Unifiée des Divas. Ce match cause ainsi la disparition du Championnat Féminin.
Les mois suivants, elle effectue un progressif heel turn, confirmé lors de Tribute to the Troops 2010 dans un match où elle faisait équipe avec McCool, Layla et Alicia Fox contre Kelly Kelly, Natalya et les Bella Twins, match que l'équipe de Melina perd.
Le 5 août 2011, la WWE décide de mettre fin à son contrat.

#### Retour surprise (2022)
Elle effectue son retour le temps d'une soirée en participant l'édition 2022 du Royal Rumble entrant en 2e position et se fait éliminer par Sasha Banks.[réf. nécessaire]

### Circuit Indépendant et pause (2011-2015)
Au début de novembre, la Women's Superstars Unleashed, une fédération exclusivement féminine, annonce que Melina Pérez va remonter sur le ring le 19 novembre pour affronter l'ancienne divas Serena. Cette dernière n'ayant pas pu se rendre à son match Melina se verra affronter quelqu'un d'autre dans la soirée. Elle remporte son match face à Lexxus,,.
Le 23 mars 2012 lors de NEW Wrestlefest XVI, elle bat Velvet Sky.
Le 5 janvier 2013, Melina poste sur son compte Twitter son envie de prendre une pause du catch d'une durée indéterminée. Une pause qui durera finalement plus de 2 ans.

### Retour sur le circuit indépendant (2015-2020)
Le 19 juin 2015, après une pause de 2 ans, Melina fait son retour sur le circuit indépendant lors de la soirée des dames de la Maryland Championship Wrestling. Elle apparaît en tant que responsable impitoyable dans le match principal de l'événement principal du championnat féminin de la MCW opposant Amber Rodriguez à Mickie James.
Le 5 août 2015, Melina a fait une apparition à la Lucha Underground à Ultima Lucha. Elle a aidé Johnny Mundo dans son match contre Alberto El Patron en frappant ce dernier avec sa ceinture de champion pendant que l'arbitre était renversé.
Le 16 octobre de la même année, elle fait ses débuts dans la promotion japonaise World Wonder Ring Stardom, lors de leur première tournée américaine à Covina, en Californie. Elle a fait équipe avec Santana Garrett dans un match par équipe pour vaincre Hudson Envy et Thunder Rosa.
Le 2 octobre 2016, elle bat Kay Lee Ray et remporte le titre de Queen Of The Ring de la SWE face à Kay Lee Ray.

### National Wrestling Alliance (2019-...)
Melina perd son premier match en équipe face a ODB et Allysin Kay .
Lors de l’épisode 11 elle gagne son match par équipe avec Thunder Rosa et Marti Belle contre Allysin Kay, ODB et Ashley Vox. Lors de l’épisode 14 Melina bat Ashley Vox.

### Impact Wrestling (2021-...)
Le 5 août 2021, elle fait ses débuts à Impact Wrestling en révélant qu'elle sera l'adversaire de Deonna Purrazzo pour le Impact Knockouts Championship à NWA EmPowerrr. Le 12 août 2021 à Impact Wrestling, elle annonce qu'elle fera ses débuts de le ring d'Impact Wrestling la semaine prochaine.

## Palmarès
- World Wrestling Entertainment

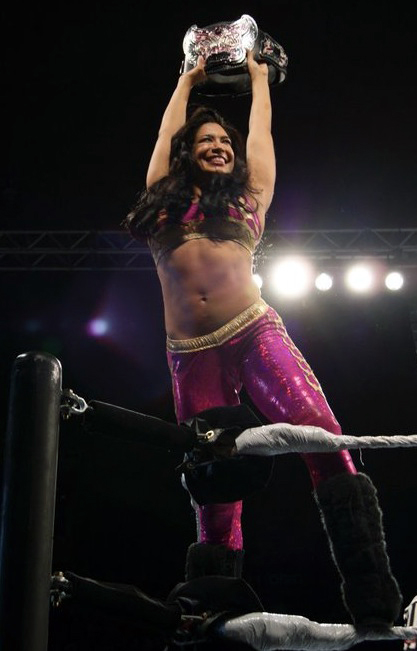
Melina avec le Championnat des Divas

  - WWE Women's Championship (3 fois soit 279 jours au total se plaçant légèrement devant Michelle McCool et ses 278 jours de règnes)[13]
  - WWE Divas Championship (2 fois soit 119 jours au total égalant le record de Paige)

- Maryland Championship Wrestling 
  - MCW Women's Champion (1 fois, plus long règne avec 350 jours)
- Empire Wrestling Federation
  - EWF Hall of Fame (2016)
- Southside Wrestling Entertainment
  - Queen of Southside Championship (1 fois, 259 jours - 02/10/16 au 18/06/17) (Détient le plus long règne à ce jour)
  - Queen of the Ring (2016)
- Battle Championship Wrestling 
  - BCW Women's Champion (1 fois, 182 jours - 31/08/18 au 01/03/19)

Melina a été 8 fois championne (toute fédération confondue) pour un total de 1189 jours.

## Récompenses de magazines
- Pro Wrestling Illustrated
  - Top 50 Females

| Année     | 2008   | 2009   | 2010 | 2011   |
| Rang      | 8      | 3      | 5    | 23     |
| Référence | [ 22 ] | [ 23 ] | -    | [ 24 ] |